# Tornado (Särkänniemi)
Tornado est un parcours de montagnes russes inversées du parc de Särkänniemi de Tampere en Finlande.
Construites par la société suisse Intamin, elles ont ouvert au public le 30 avril 2001.

## Description
Tornado est du modèle Suspended Looping Coaster. Il n'existe qu'une seule autre attraction de ce modèle dans le monde, et elle ne fait pas le même parcours. Elle s'appelle aussi Tornado et se trouve au Parque de Atracciones de Madrid.
L'attraction a coûté 50 millions de marks finlandais et c'est le plus gros investissement de l'histoire du parc de Särkänniemi.
À l'origine, le nom de l'attraction devait être Metro , mais le nom a été changé juste avant l'ouverture.

## Parcours
Le parcours de Tornado fait cinq inversions : un looping vertical, un Cobra Roll (deux inversions) et deux heartline rolls.

## Trains
Tornado a deux trains de douze wagons. Les passagers sont placés à deux sur un seul rang pour un total de vingt-quatre passagers par train. La gare de l'attraction et un des heartline rolls se trouvent sous le niveau du sol.

## Galerie

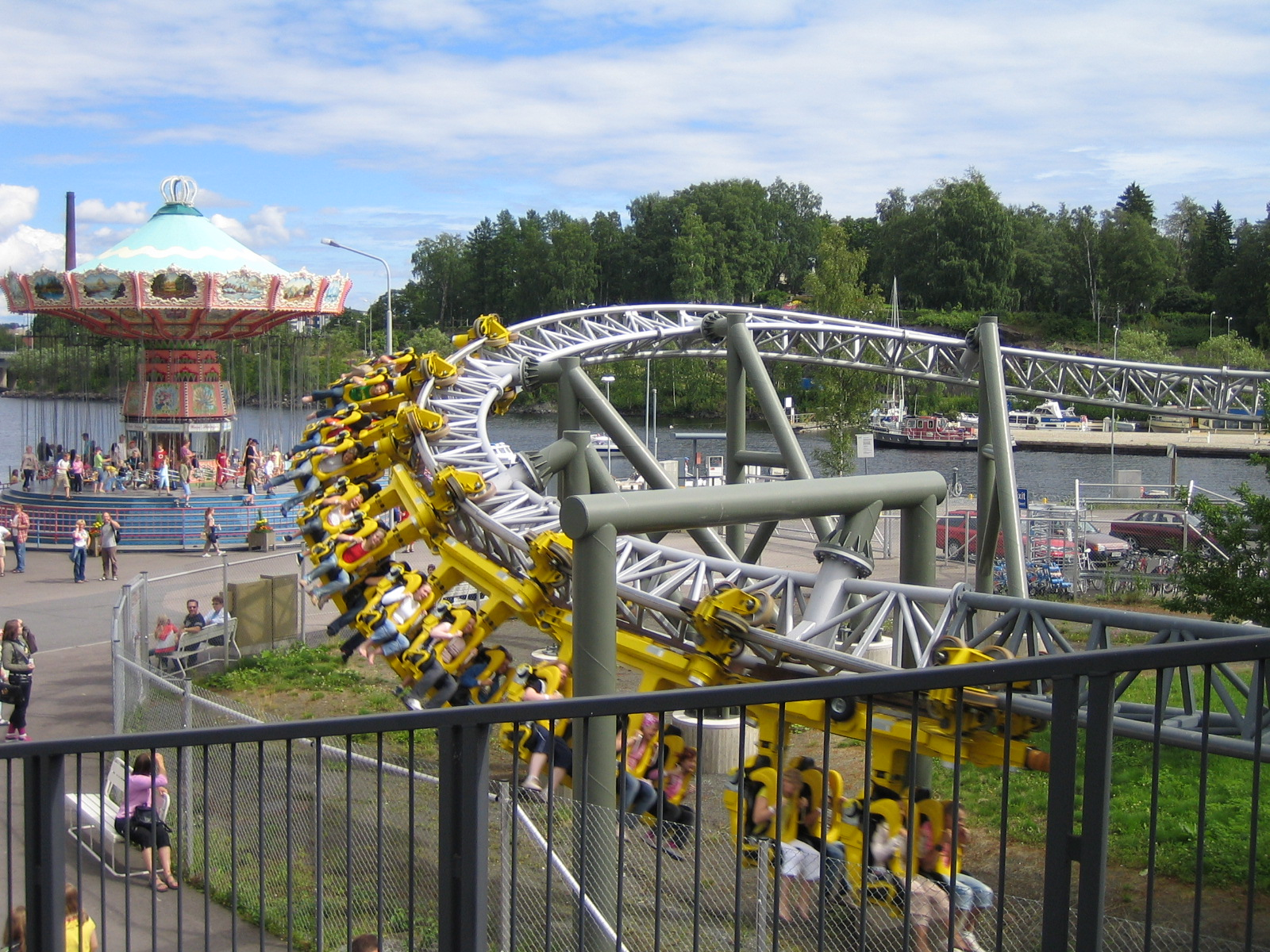
La dernière courbe.
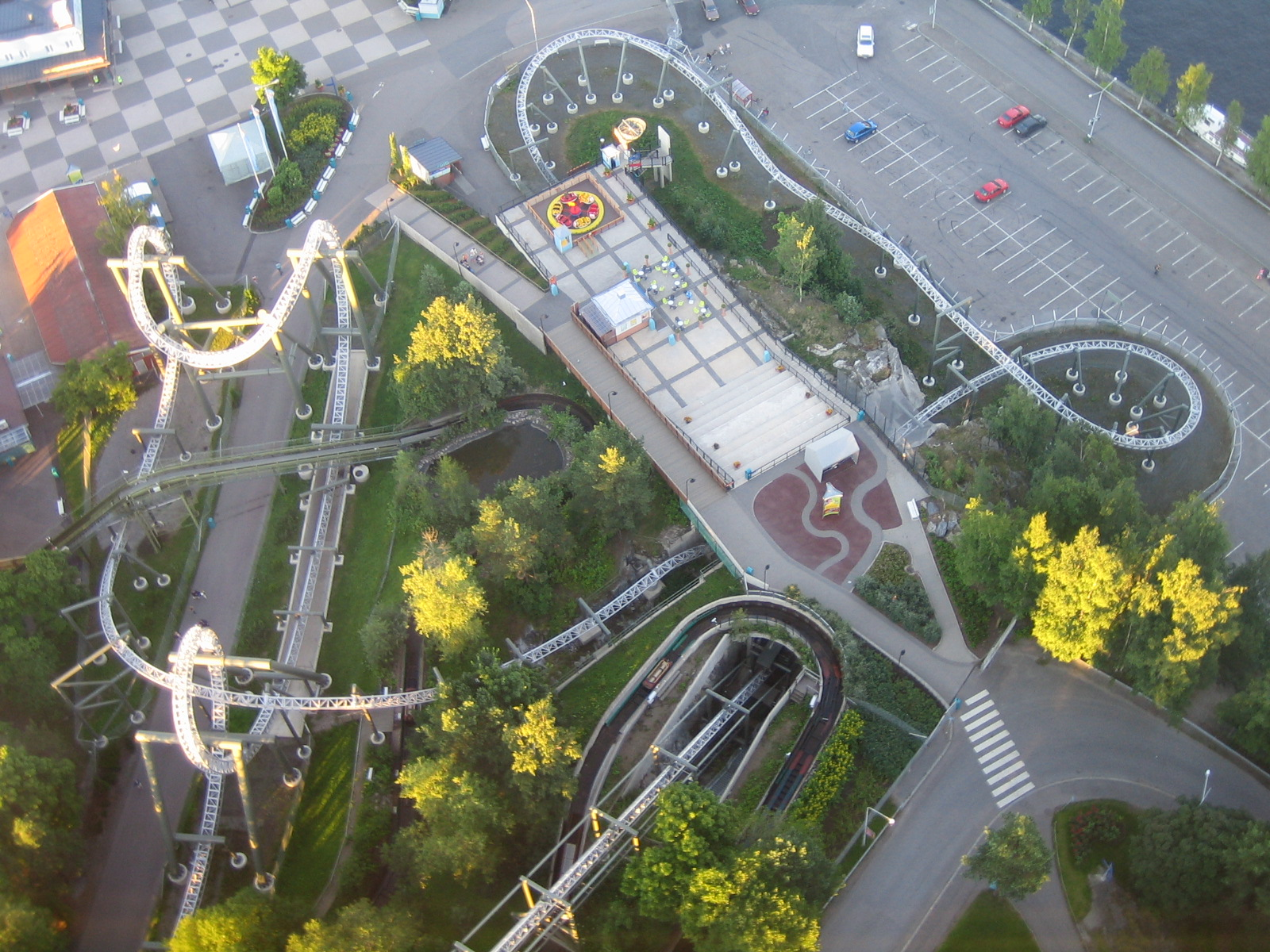
L'attraction vue depuis la tour d'observation Näsinneula.